# نوریکی فوکو
نوریکی فوکو (ژاپنی: 吹ヶ 徳喜؛ زادهٔ ۲۲ ژوئیهٔ ۱۹۹۷) یک بازیکن فوتبال اهل ژاپن است.
از باشگاه‌هایی که در آن بازی کرده‌است می‌توان به باشگاه فوتبال توکوشیما ورتیس اشاره کرد.